# Hornhuvudspindel
Hornhuvudspindel (Walckenaeria kochi) är en spindelart som först beskrevs av O. Pickard-Cambridge 1872.  Hornhuvudspindel ingår i släktet Walckenaeria och familjen täckvävarspindlar. Arten är reproducerande i Sverige. Inga underarter finns listade i Catalogue of Life.